# 100 film italiani da salvare
La llista de les 100 pel·lícules italianes a salvar (italià: 100 film italiani da salvare) es va crear amb l'objectiu d'informar sobre 100 pel·lícules que han canviat la memòria col·lectiva del país entre 1942 i 1978. El projecte va ser creat el 2008 per la secció Giornate degli autori de la 65a Mostra Internacional de Cinema de Venècia, en col·laboració amb Cinecittà Holding i amb el suport del Ministeri del Patrimoni Cultural.
La llista fou editada per Fabio Ferzetti, crític de cinema del diari Il Messaggero, en col·laboració amb el director de cinema Gianni Amelio i els escriptors i crítics de cinema Gian Piero Brunetta, Giovanni De Luna, Gianluca Farinelli, Giovanna Grignaffini, Paolo Mereghetti, Morando Morandini, Domenico Starnone i Sergio Toffetti.

## Llista de pel·lícules

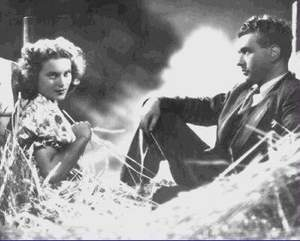
4 passi fra le nuvole

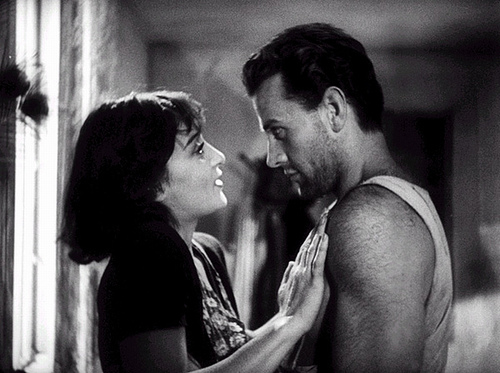
Ossessione

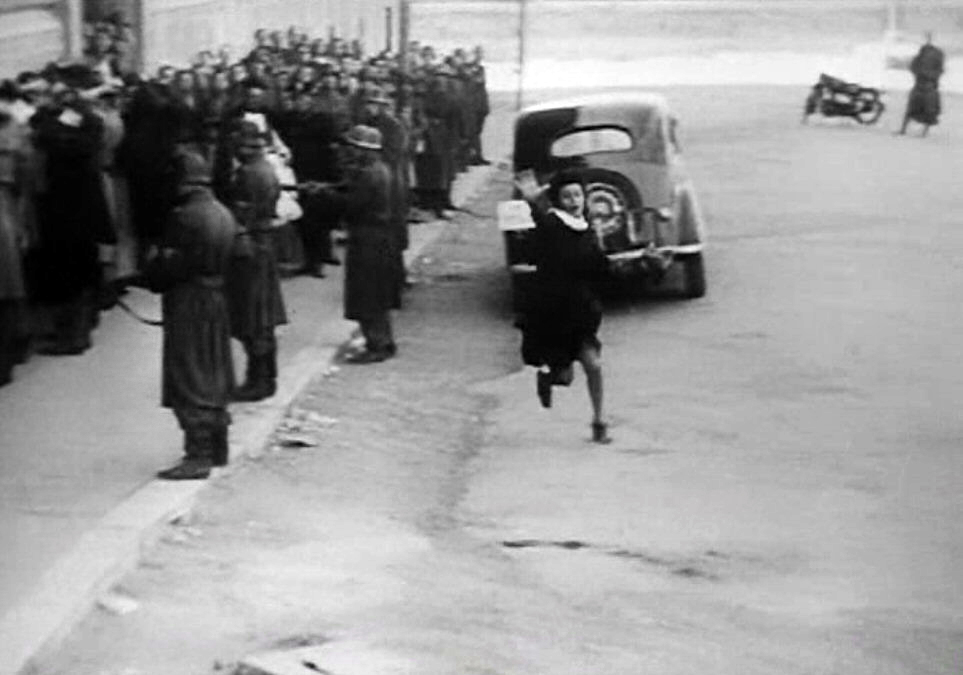
Roma città aperta

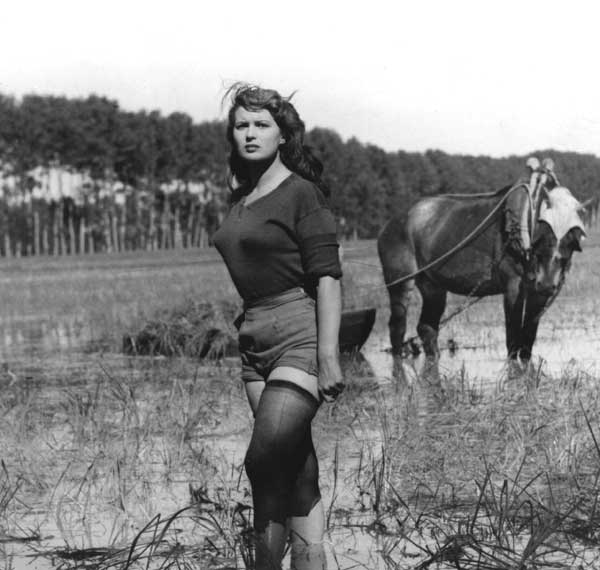
Riso amaro

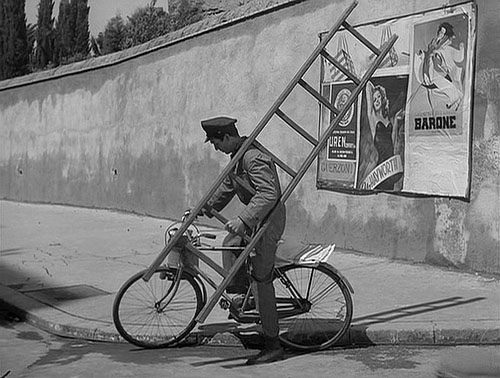
Ladri di biciclette

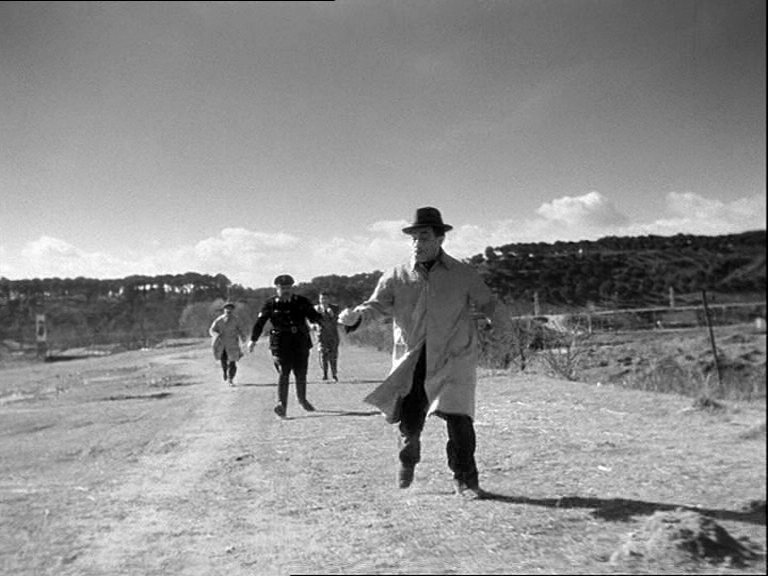
Guardie e ladri

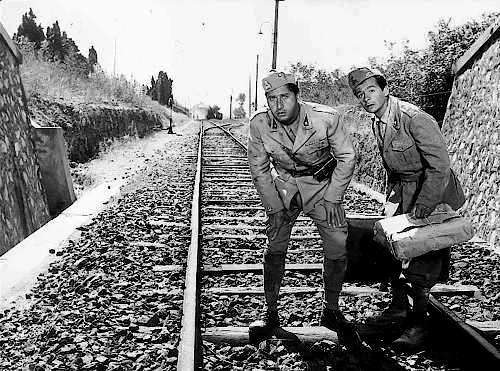
Tutti a casa

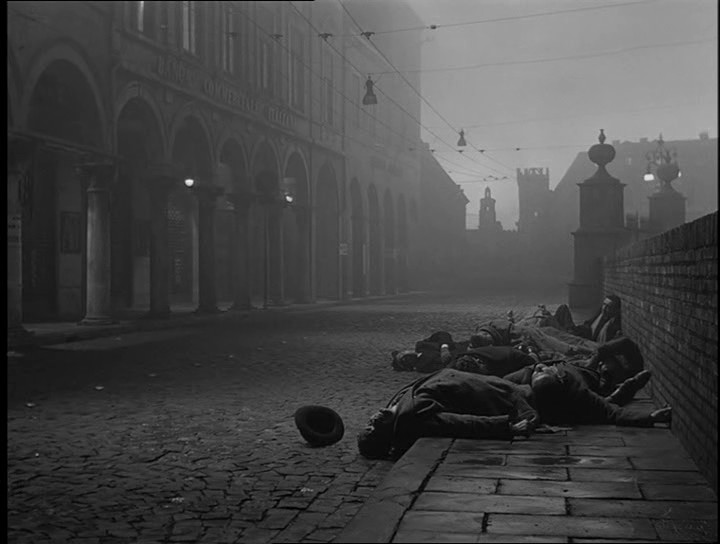
La lunga notte del '43

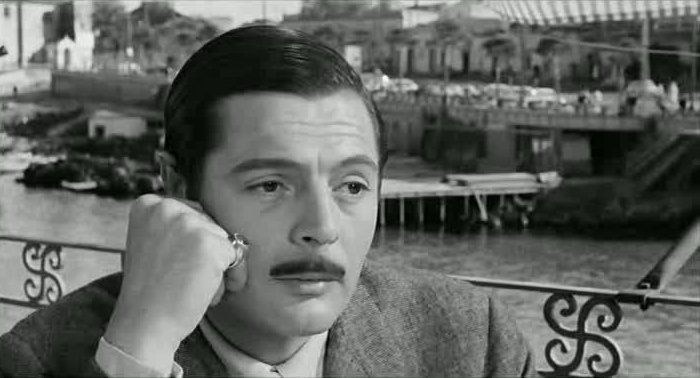
Divorzio all'italiana

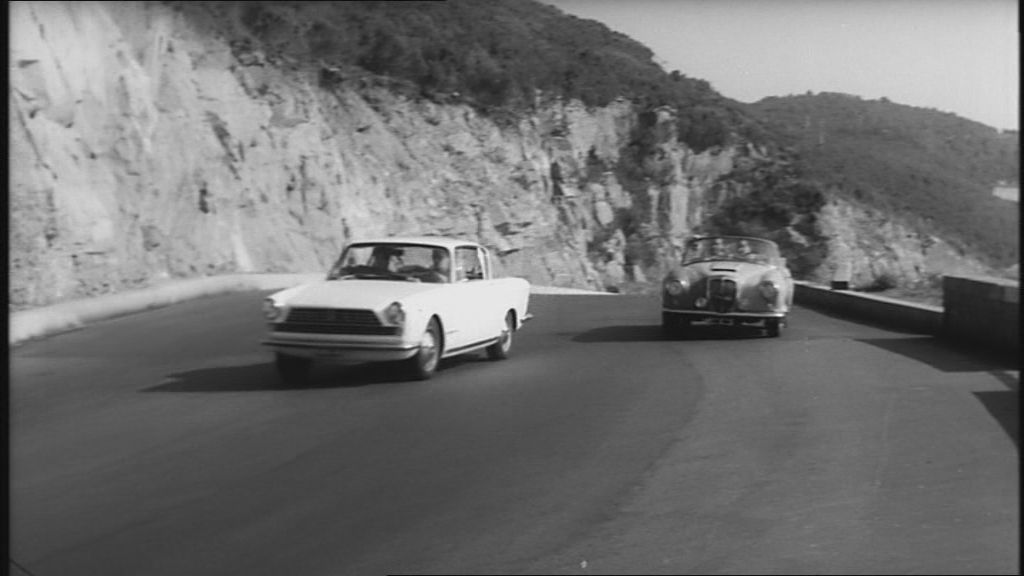
Il sorpasso

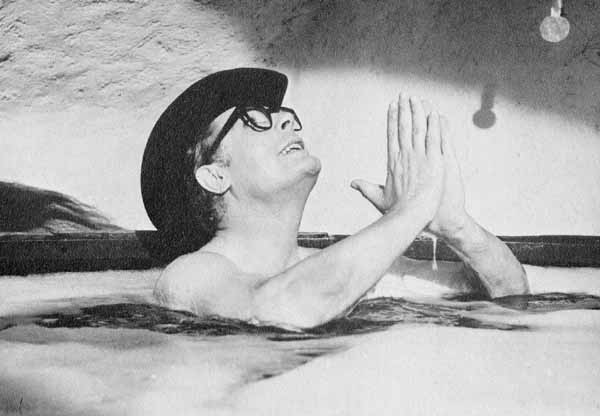
8½

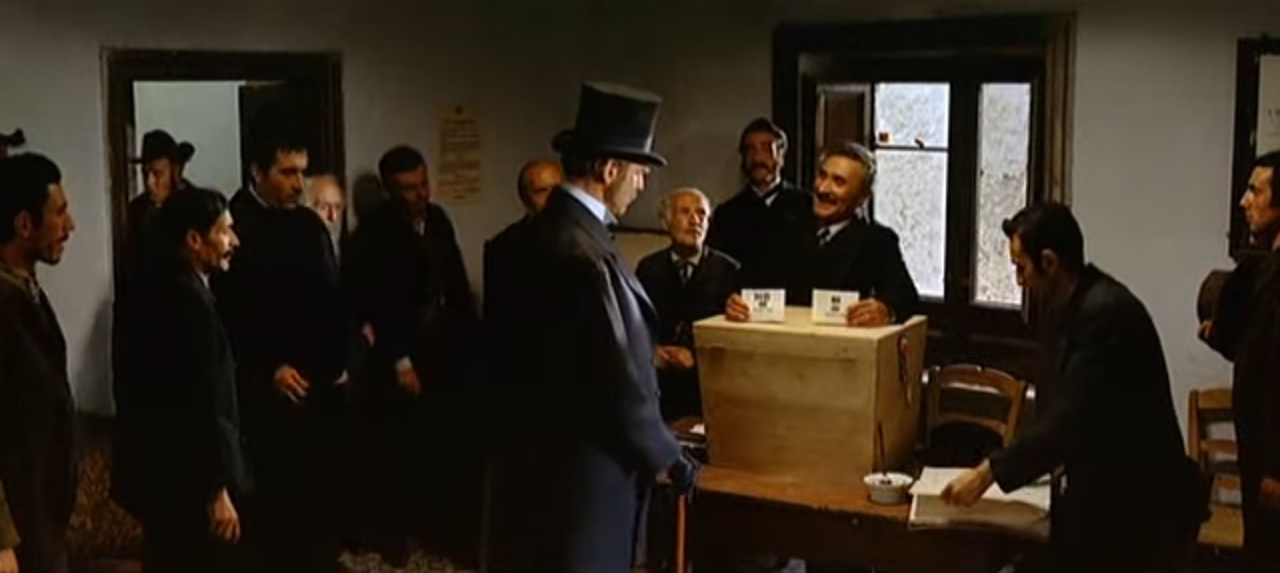
Il Gattopardo

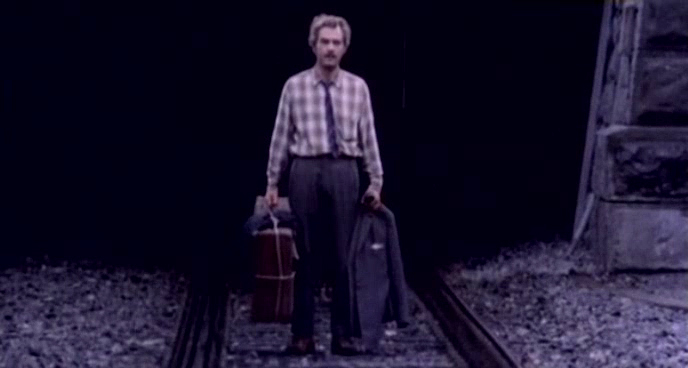
Pane e cioccolata

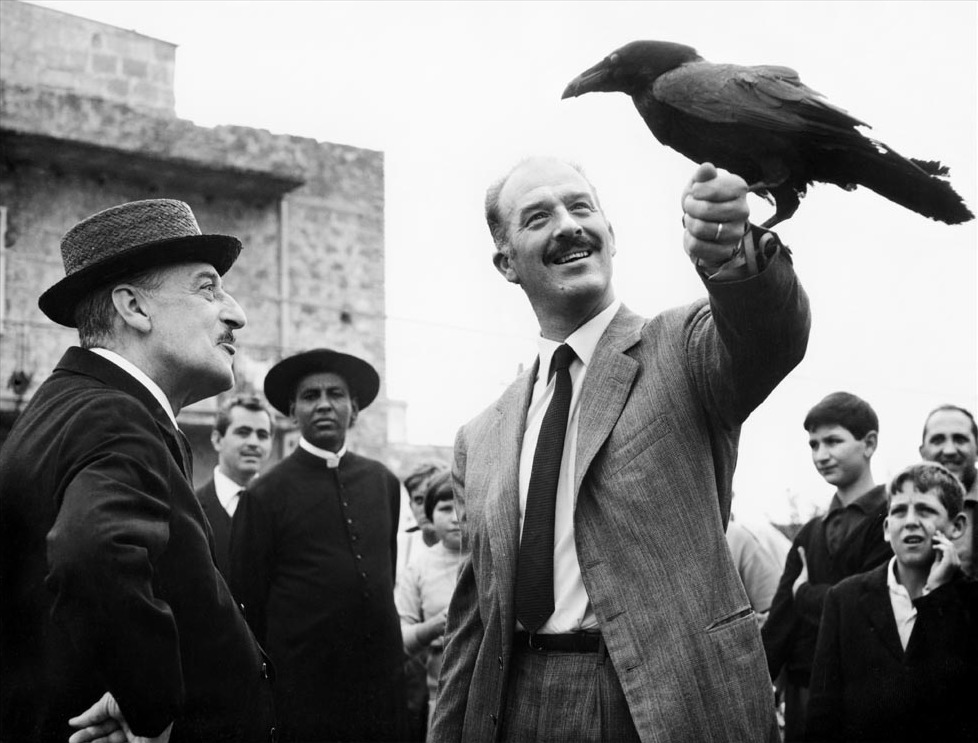
Uccellacci e uccellini

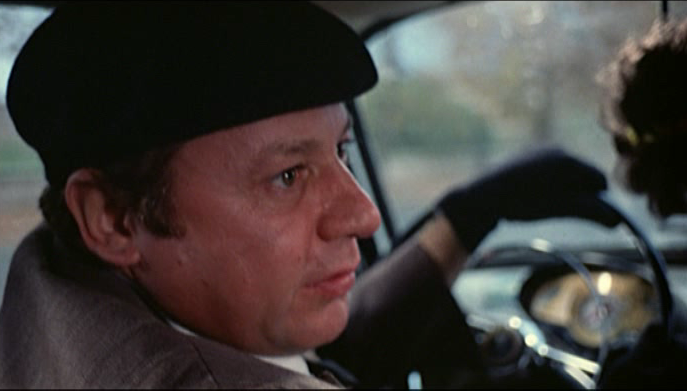
Fantozzi

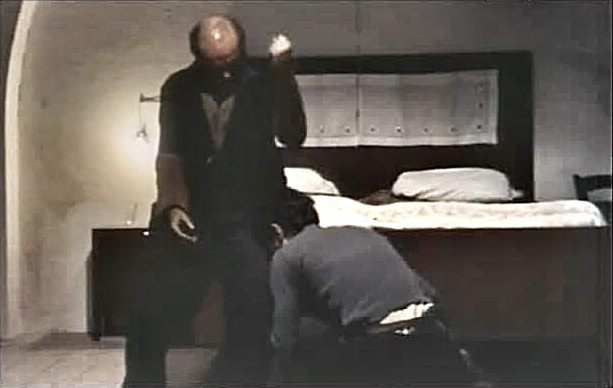
Padre padrone

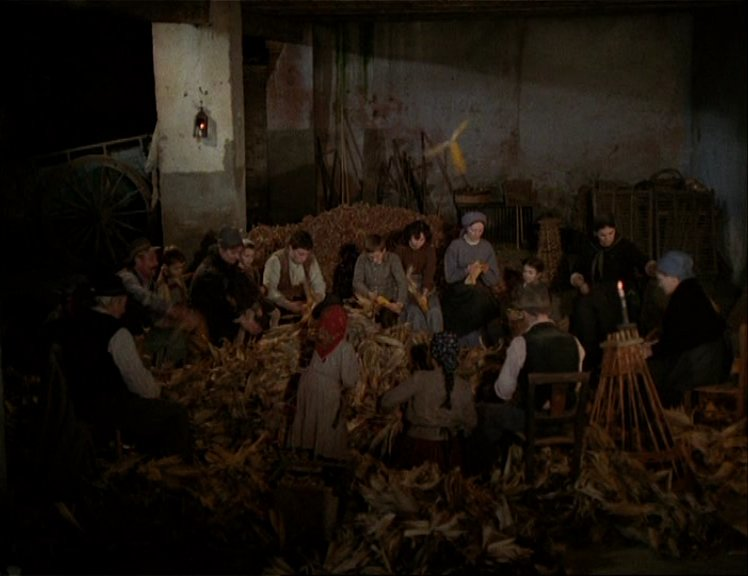
L'albero degli zoccoli

| Posició | Títol                                                 | Director                            | Any  |
| ------- | ----------------------------------------------------- | ----------------------------------- | ---- |
| 1       | 4 passi fra le nuvole                                 | Alessandro Blasetti                 | 1942 |
| 2       | Ossessione                                            | Luchino Visconti                    | 1943 |
| 3       | Roma città aperta                                     | Roberto Rossellini                  | 1945 |
| 4       | Sciuscià                                              | Vittorio De Sica                    | 1946 |
| 5       | Paisà                                                 | Roberto Rossellini                  | 1946 |
| 6       | L'onorevole Angelina                                  | Luigi Zampa                         | 1947 |
| 7       | La terra trema                                        | Luchino Visconti                    | 1948 |
| 8       | Ladri di biciclette                                   | Vittorio De Sica                    | 1948 |
| 9       | La città dolente                                      | Mario Bonnard                       | 1949 |
| 10      | Riso amaro                                            | Giuseppe De Santis                  | 1949 |
| 11      | Cielo sulla palude                                    | Augusto Genina                      | 1949 |
| 12      | Catene                                                | Raffaello Matarazzo                 | 1949 |
| 13      | Domenica d'agosto                                     | Luciano Emmer                       | 1950 |
| 14      | Stromboli terra di Dio                                | Roberto Rossellini                  | 1950 |
| 15      | Prima comunione                                       | Alessandro Blasetti                 | 1950 |
| 16      | Cronaca di un amore                                   | Michelangelo Antonioni              | 1950 |
| 17      | Il cammino della speranza                             | Pietro Germi                        | 1950 |
| 18      | Luci del varietà                                      | Alberto Lattuada e Federico Fellini | 1950 |
| 19      | Miracolo a Milano                                     | Vittorio De Sica                    | 1951 |
| 20      | Guardie e ladri                                       | Mario Monicelli i Stefano Vanzina   | 1951 |
| 21      | La famiglia Passaguai                                 | Aldo Fabrizi                        | 1951 |
| 22      | Bellissima                                            | Luchino Visconti                    | 1951 |
| 23      | Umberto D.                                            | Vittorio De Sica                    | 1952 |
| 24      | Don Camillo                                           | Julien Duvivier                     | 1952 |
| 25      | Totò a colori                                         | Stefano Vanzina                     | 1952 |
| 26      | Due soldi di speranza                                 | Renato Castellani                   | 1952 |
| 27      | Lo sceicco bianco                                     | Federico Fellini                    | 1952 |
| 28      | Europa 51                                             | Roberto Rossellini                  | 1952 |
| 29      | La provinciale                                        | Mario Soldati                       | 1953 |
| 30      | Febbre di vivere                                      | Claudio Gora                        | 1953 |
| 31      | Napoletani a Milano                                   | Eduardo De Filippo                  | 1953 |
| 32      | Il sole negli occhi                                   | Antonio Pietrangeli                 | 1953 |
| 33      | I vitelloni                                           | Federico Fellini                    | 1953 |
| 34      | Pane, amore e fantasia                                | Luigi Comencini                     | 1953 |
| 35      | Carosello napoletano                                  | Ettore Giannini                     | 1954 |
| 36      | La spiaggia                                           | Alberto Lattuada                    | 1954 |
| 37      | La strada                                             | Federico Fellini                    | 1954 |
| 38      | L'oro di Napoli                                       | Vittorio De Sica                    | 1954 |
| 39      | Un americano a Roma                                   | Stefano Vanzina                     | 1954 |
| 40      | Senso                                                 | Luchino Visconti                    | 1954 |
| 41      | L'arte di arrangiarsi                                 | Luigi Zampa                         | 1954 |
| 42      | Una donna libera                                      | Vittorio Cottafavi                  | 1954 |
| 43      | Un eroe dei nostri tempi                              | Mario Monicelli                     | 1955 |
| 44      | Gli sbandati                                          | Francesco Maselli                   | 1955 |
| 45      | Poveri ma belli                                       | Dino Risi                           | 1956 |
| 46      | Le notti di Cabiria                                   | Federico Fellini                    | 1957 |
| 47      | Il grido                                              | Michelangelo Antonioni              | 1957 |
| 48      | I soliti ignoti                                       | Mario Monicelli                     | 1958 |
| 49      | Arrangiatevi!                                         | Mauro Bolognini                     | 1959 |
| 50      | I magliari                                            | Francesco Rosi                      | 1959 |
| 51      | La grande guerra                                      | Mario Monicelli                     | 1959 |
| 52      | La dolce vita                                         | Federico Fellini                    | 1960 |
| 53      | Il bell'Antonio                                       | Mauro Bolognini                     | 1960 |
| 54      | La lunga notte del '43                                | Florestano Vancini                  | 1960 |
| 55      | Rocco e i suoi fratelli                               | Luchino Visconti                    | 1960 |
| 56      | Tutti a casa                                          | Luigi Comencini                     | 1960 |
| 57      | La ragazza con la valigia                             | Valerio Zurlini                     | 1961 |
| 58      | Il posto                                              | Ermanno Olmi                        | 1961 |
| 59      | Accattone                                             | Pier Paolo Pasolini                 | 1961 |
| 60      | Divorzio all'italiana                                 | Pietro Germi                        | 1961 |
| 61      | Leoni al sole                                         | Vittorio Caprioli                   | 1961 |
| 62      | Una vita difficile                                    | Dino Risi                           | 1961 |
| 63      | Salvatore Giuliano                                    | Francesco Rosi                      | 1962 |
| 64      | L'eclisse                                             | Michelangelo Antonioni              | 1962 |
| 65      | Mafioso                                               | Alberto Lattuada                    | 1962 |
| 66      | Il sorpasso                                           | Dino Risi                           | 1962 |
| 67      | 8½                                                    | Federico Fellini                    | 1963 |
| 68      | Il Gattopardo                                         | Luchino Visconti                    | 1963 |
| 69      | Le mani sulla città                                   | Francesco Rosi                      | 1963 |
| 70      | I mostri                                              | Dino Risi                           | 1963 |
| 71      | Chi lavora è perduto (In capo al mondo)               | Tinto Brass                         | 1963 |
| 72      | La donna scimmia                                      | Marco Ferreri                       | 1964 |
| 73      | Comizi d'amore                                        | Pier Paolo Pasolini                 | 1964 |
| 74      | La vita agra                                          | Carlo Lizzani                       | 1964 |
| 75      | I pugni in tasca                                      | Marco Bellocchio                    | 1965 |
| 76      | Io la conoscevo bene                                  | Antonio Pietrangeli                 | 1965 |
| 77      | Signore e signori                                     | Pietro Germi                        | 1966 |
| 78      | Uccellacci e uccellini                                | Pier Paolo Pasolini                 | 1966 |
| 79      | La Battaglia di Algeri                                | Gillo Pontecorvo                    | 1966 |
| 80      | La Cina è vicina                                      | Marco Bellocchio                    | 1967 |
| 81      | Banditi a Milano                                      | Carlo Lizzani                       | 1968 |
| 82      | Il medico della mutua                                 | Luigi Zampa                         | 1968 |
| 83      | Dillinger è morto                                     | Marco Ferreri                       | 1968 |
| 84      | Indagine su un cittadino al di sopra di ogni sospetto | Elio Petri                          | 1970 |
| 85      | Il conformista                                        | Bernardo Bertolucci                 | 1970 |
| 86      | Il caso Mattei                                        | Francesco Rosi                      | 1972 |
| 87      | Nel nome del padre                                    | Marco Bellocchio                    | 1972 |
| 88      | L'udienza                                             | Marco Ferreri                       | 1972 |
| 89      | Lo scopone scientifico                                | Luigi Comencini                     | 1972 |
| 90      | Diario di un maestro                                  | Vittorio De Seta                    | 1973 |
| 91      | Amarcord                                              | Federico Fellini                    | 1973 |
| 92      | Pane e cioccolata                                     | Franco Brusati                      | 1973 |
| 93      | C'eravamo tanto amati                                 | Ettore Scola                        | 1974 |
| 94      | Fantozzi                                              | Luciano Salce                       | 1975 |
| 95      | Cadaveri eccellenti                                   | Francesco Rosi                      | 1976 |
| 96      | Novecento                                             | Bernardo Bertolucci                 | 1976 |
| 97      | Un borghese piccolo piccolo                           | Mario Monicelli                     | 1977 |
| 98      | Una giornata particolare                              | Ettore Scola                        | 1977 |
| 99      | Padre padrone                                         | Paolo i Vittorio Taviani            | 1977 |
| 100     | L'albero degli zoccoli                                | Ermanno Olmi                        | 1978 |